# World-Inline-Cup 2004
Der World-Inline-Cup 2004 wurde für Frauen und Männer an 14 Stationen ausgetragen. Der Auftakt fand am 11. April 2004 in Seoul und das Finale am 25. September 2004 in Berlin statt.

## Frauen
| WIC                                                                        | Ort                 | Sieg                            | Platz 2                        | Platz 3                             |
| -------------------------------------------------------------------------- | ------------------- | ------------------------------- | ------------------------------ | ----------------------------------- |
| Top-Class 11. April                                                        | Seoul               | Cecilia Baena Hyper             | Julie Glass Powerslide Racing  | Nathalie Barbotin KIA-Verducci      |
| Class 1 18. April                                                          | Hamburg-Marathon    | Laura Lardani Rollerblade       | Michaela Neuling Rollerblade   | Andréa Haritchelhar Roces           |
| Top-Class 01. Mai                                                          | Basel               | Angèle Vaudan Rollerblade       | Theresa Cliff KIA-Verducci     | Jessica Smith KIA-Verducci          |
| Top-Class 23. Mai                                                          | Rennes              | Laura Lardani Rollerblade       | Nathalie Barbotin KIA-Verducci | Theresa Cliff KIA-Verducci          |
| Top-Class 06. Juni                                                         | Incheon             | Mi-Young Kim                    | Cho-Long Lee                   | Andréa Haritchelhar Roces           |
| Class 1 06. Juni                                                           | Rhein-Ruhr-Marathon | Friederike Gehring ZEPTO Skate  | Evelyn Kalbe ZEPTO Skate       | Anja Decoster Fila-Mentos           |
| Class 2 12. Juni                                                           | Zug                 | Theresa Cliff Ryan KIA-Verducci | Nathalie Barbotin KIA-Verducci | Jessica Smith KIA-Verducci          |
| Class 1 13. Juni                                                           | Dijon               | Theresa Cliff Ryan KIA-Verducci | Nathalie Barbotin KIA-Verducci | Jessica Smith KIA-Verducci          |
| Top-Class 13. Juni                                                         | Nizza               | Cecilia Baena Hyper             | Andréa Haritchelhar Roces      | Nicole Begg Hyper Race              |
| Top-Class 20. Juni                                                         | Zürich              | Jessica Smith KIA-Verducci      | Theresa Cliff KIA-Verducci     | Nathalie Barbotin KIA-Verducci      |
| Top-Class 26. Juni                                                         | Engadin             | Theresa Cliff KIA-Verducci      | Nathalie Barbotin KIA-Verducci | Nadine Gloor Athleticum Rollerblade |
| Class 2 18. Juli                                                           | Saarbrücken         | Theresa Cliff KIA-Verducci      | Nathalie Barbotin KIA-Verducci | Andréa Haritchelhar Roces           |
| Europameisterschaften in Heerde und Groningen, 1. bis 7. August            |                     |                                 |                                |                                     |
| Class 2 08. August                                                         | Inline One-eleven   | Nadine Benz Fila-Mentos         | Annette Frik ZEPTO Skate       | Céline Weiss Fila-Mentos            |
| Class 2 28. August                                                         | Klopeiner See       | Cinzia Ponzetti Fila-Mentos     | Nicole Begg Hyper Race         | Eva Patzl 5wheelers.at              |
| Weltmeisterschaften in L’Aquila, Sulmona und Pescara, 4. bis 11. September |                     |                                 |                                |                                     |
| Class 1 18. September                                                      | Duluth              | Kimberlee Butler                | Kelly Gunther                  | Annette Frik ZEPTO Skate            |
| Top-Class 25. September                                                    | Berlin-Marathon     | Cecilia Baena Hyper Race        | Julie Glass Powerslide Racing  | Laura Lardani Rollerblade           |

| Rang | Name               | Team         |
| ---- | ------------------ | ------------ |
| 1    | Theresa Cliff Ryan | KIA-Verducci |
| 2    | Laura Lardani      | Rollerblade  |
| 3    | Nathalie Barbotin  | KIA-Verducci |
| 4    | Angèle Vaudan      | Rollerblade  |
| 5    | Jessica Smith      | KIA-Verducci |
| 6    | Andrea González    | Roces        |
| 7    | Nicole Begg        | Hyper Race   |
| 8    | Cecilia Baena      | Hyper Race   |
| 9    | Cinzia Ponzetti    | Fila-Mentos  |
| 10   | Laura Lombardo     | Roces        |

| Rang | Team         |
| ---- | ------------ |
| 1    | KIA-Verducci |
| 2    | Rollerblade  |
| 3    | Roces        |
| 4    | Hyper Race   |
| 5    | Fila-Mentos  |

## Männer
| WIC                                                                        | Ort                 | Sieg                             | Platz 2                             | Platz 3                             |
| -------------------------------------------------------------------------- | ------------------- | -------------------------------- | ----------------------------------- | ----------------------------------- |
| Top-Class 11. April                                                        | Seoul               | Matteo Amabili Roces             | Mathieu Grandgirard Fila Team B     | Whang Min                           |
| Class 1 18. April                                                          | Hamburg-Marathon    | Luca Saggiorato Fila             | Francesco Zangarini Fila            | Massimiliano Presti Fila            |
| Top-Class 01. Mai                                                          | Basel               | Massimiliano Presti Fila         | Luca Saggiorato Fila                | Diego Rosero Hyper Race             |
| Top-Class 23. Mai                                                          | Rennes              | Massimiliano Presti Fila         | Luca Saggiorato Fila                | Baptiste Grandgirard Fila           |
| Top-Class 06. Juni                                                         | Incheon             | Massimiliano Presti Fila         | Luca Saggiorato Fila                | Jorge Botero Bont                   |
| Class 1 06. Juni                                                           | Rhein-Ruhr-Marathon | Jimmy Pierloot Rollerblade Storm | Michael Byrne Mogema                | Henry Koers Powerslide Netherlands  |
| Class 2 12. Juni                                                           | Zug                 | Fabien Rabeau Rollerblade        | Massimiliano Presti Fila            | Kalon Dobbin Athleticum Rollerblade |
| Class 1 13. Juni                                                           | Dijon               | Luca Saggiorato Fila             | Massimiliano Presti Fila            | Claudio Bontempi                    |
| Top-Class 13. Juni                                                         | Nizza               | Marc Christen Fila-Mentos        | Kalon Dobbin Athleticum Rollerblade | Luca Saggiorato Fila                |
| Top-Class 20. Juni                                                         | Zürich              | Massimiliano Presti Fila         | Francesco Zangarini Fila            | Luca Saggiorato Fila                |
| Top-Class 26. Juni                                                         | Engadin             | Wouter Hebbrecht Rollerblade     | Jorge Botero Bont                   | Diego Rosero Hyper Race             |
| Class 2 18. Juli                                                           | Saarbrücken         | Franck Cardin Saab-Salomon       | Mathieu Grandgirard Fila Team B     | Danny Finster Bont                  |
| Europameisterschaften in Heerde und Groningen, 1. bis 7. August            |                     |                                  |                                     |                                     |
| Class 2 08. August                                                         | Inline One-eleven   | Deniaud Richar Inlinecenter      | Nicolas Iten Fila-Mentos            | Marc Christen Fila-Mentos           |
| Class 2 28. August                                                         | Klopeiner See       | Franck Cardin Saab-Salomon       | Andrea Bighin Salomon Italia        | Jaime Arcila Bont                   |
| Weltmeisterschaften in L’Aquila, Sulmona und Pescara, 4. bis 11. September |                     |                                  |                                     |                                     |
| Class 1 18. September                                                      | Duluth              | Dane Lewis                       | Jordan Nelson                       | Eddy Matzger                        |
| Top-Class 25. September                                                    | Berlin-Marathon     | Roger Schneider VW-Sport XX      | Luca Saggiorato Fila                | Massimiliano Presti Fila            |

| Rang | Name                 | Team         |
| ---- | -------------------- | ------------ |
| 1    | Massimiliano Presti  | Fila         |
| 2    | Luca Saggiorato      | Fila         |
| 3    | Francesco Zangarini  | Fila         |
| 4    | Pascal Briand        | Saab-Salomon |
| 5    | Jorge Botero         | Bont         |
| 6    | Franck Cardin        | Saab-Salomon |
| 7    | Juan-Carlos Betancur | Saab-Salomon |
| 8    | Baptiste Grandgirard | Fila         |
| 9    | Luca Presti          | Bont         |
| 10   | Fabien Rabeau        | Rollerblade  |

| Rang | Team         |
| ---- | ------------ |
| 1    | Fila         |
| 2    | Saab-Salomon |
| 3    | Bont         |
| 4    | Rollerblade  |
| 5    | Hyper Race   |